# Seznam hokejistů draftovaných týmem Edmonton Oilers

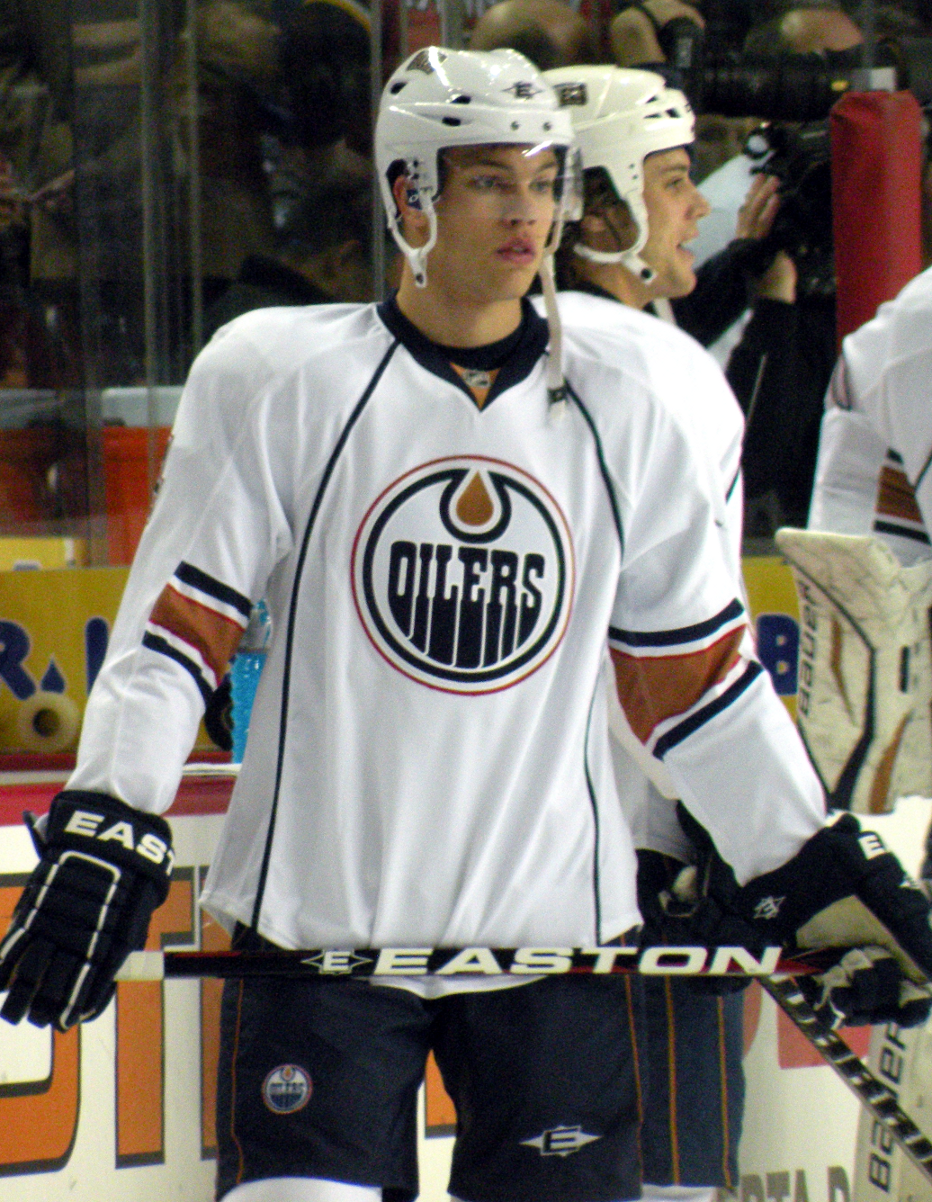
Taylor Hall byl draftován z 1. místa v roce 2010

Toto je kompletní seznam hokejistů, kteří byli draftováni v NHL do týmu Edmonton Oilers. To zahrnuje každého hráče, který byl draftován, bez ohledu na to, zda hrál za tým.

## Draft 1. kola

### Historie prvního kola
| † | Hráč který byl vybrán do hokejové síně slávy | Hráč který byl vybrán do hokejové síně slávy | Hráč který byl vybrán do hokejové síně slávy |
| * | Draftován z 1. místa                         | Draftován z 1. místa                         | Draftován z 1. místa                         |
| ≠ | Hráč který neodehrál žádný zápas v NHL       | Hráč který neodehrál žádný zápas v NHL       | Hráč který neodehrál žádný zápas v NHL       |

| Rok  | Místo | Hráč                 | Pozice       | Stát      | Předchozí tým (liga)              |
| ---- | ----- | -------------------- | ------------ | --------- | --------------------------------- |
| 1973 | 6     | John Rogers          | Pravé křídlo | Kanada    | Edmonton Oil Kings (WCHL)         |
| 1974 | 8     | Gary Soetaert≠       | Obránce      | Kanada    | Edmonton Oil Kings (WCHL)         |
| 1975 | 6     | Barry Dean           | Levé křídlo  | Kanada    | Medicine Hat Tigers (WCHL)        |
| 1976 | 1*    | Blair Chapman        | Pravé křídlo | Kanada    | Saskatoon Blades (WCHL)           |
| 1977 | 4     | Mike Crombeen        | Utočník      | Kanada    | Kingston Canadians (OHA)          |
| 1978 | Nikdo | Nikdo                | Nikdo        | Nikdo     | Nikdo                             |
| 1979 | 21    | Kevin Lowe           | Obránce      | Kanada    | Kingston Canadians (QMJHL)        |
| 1980 | 6     | Paul Coffey†         | Obránce      | Kanada    | Kitchener Rangers (OHA)           |
| 1981 | 8     | Grant Fuhr†          | Brankář      | Kanada    | Victoria Cougars (WHL)            |
| 1982 | 20    | Jim Playfair         | Obránce      | Kanada    | Portland Winter Hawks (WHL)       |
| 1983 | 19    | Jeff Beukeboom       | Obránce      | Kanada    | Sault Ste. Marie Greyhounds (OHL) |
| 1984 | 21    | Selmar Odelein       | Obránce      | Kanada    | Regina Pats (WHL)                 |
| 1985 | 20    | Scott Metcalfe       | Centr        | Kanada    | Kingston Canadians (OHL)          |
| 1986 | 21    | Kim Issel            | Pravé křídlo | Kanada    | Prince Albert Raiders (WHL)       |
| 1987 | 21    | Peter Soberlak≠      | Levé křídlo  | Kanada    | Swift Current Broncos (WHL)       |
| 1988 | 19    | François Leroux      | Obránce      | Kanada    | St. Jean Beavers (QMJHL)          |
| 1989 | 15    | Jason Soules≠        | Obránce      | Kanada    | Niagara Falls Thunder (OHL)       |
| 1990 | 17    | Scott Allison≠       | Centr        | Kanada    | Prince Albert Raiders (WHL)       |
| 1991 | 12    | Tyler Wright         | Centr        | Kanada    | Swift Current Broncos (WHL)       |
| 1991 | 20    | Martin Ručinský      | Levé křídlo  | Česko     | HC Chemopetrol Litvínov (ELH)     |
| 1992 | 13    | Joe Hulbig           | Levé křídlo  | USA       | St. Sebastian's (Mass. H.S.)      |
| 1993 | 7     | Jason Arnott         | Centr        | Kanada    | Oshawa Generals (OHL)             |
| 1993 | 16    | Nick Stajduhar       | Obránce      | Kanada    | London Knights (OHL)              |
| 1994 | 4     | Jason Bonsignore     | Centr        | USA       | Niagara Falls Thunder (OHL)       |
| 1994 | 6     | Ryan Smyth           | Levé křídlo  | Kanada    | Moose Jaw Warriors (WHL)          |
| 1995 | 6     | Steve Kelly          | Centr        | Kanada    | Prince Albert Raiders (WHL)       |
| 1996 | 6     | Boyd Devereaux       | Centr        | Kanada    | Kitchener Rangers (OHL)           |
| 1996 | 19    | Matthieu Descoteaux  | Obránce      | Kanada    | Shawinigan Cataractes (QMJHL)     |
| 1997 | 14    | Michel Riesen        | Pravé křídlo | Švýcarsko | EHC Biel (NLA)                    |
| 1998 | 13    | Michael Henrich≠     | Pravé křídlo | Kanada    | Barrie Colts (OHL)                |
| 1999 | 13    | Jani Rita            | Levé křídlo  | Finsko    | Jokerit Helsinki (SM-liiga)       |
| 2000 | 15    | Alexej Michnov       | Levé křídlo  | Rusko     | Torpedo Jaroslavl (Superliga)     |
| 2001 | 13    | Aleš Hemský          | Pravé křídlo | Česko     | Hull Olympiques (QMJHL)           |
| 2002 | 15    | Jesse Niinimaki≠     | Centr        | Finsko    | Ilves Tampere (SM-liiga)          |
| 2003 | 22    | Marc-Antoine Pouliot | Centr        | Kanada    | Rimouski Oceanic (QMJHL)          |
| 2004 | 14    | Devan Dubnyk         | Brankář      | Kanada    | Kamloops Blazers (WHL)            |
| 2004 | 25    | Rob Schremp          | Centr        | USA       | London Knights (OHL)              |
| 2005 | 25    | Andrew Cogliano      | Centr        | Kanada    | St. Michael's Buzzers (OPJHL)     |
| 2006 | Nikdo | Nikdo                | Nikdo        | Nikdo     | Nikdo                             |
| 2007 | 6     | Sam Gagner           | Centr        | Kanada    | London Knights (OHL)              |
| 2007 | 15    | Alex Plante          | Obránce      | Kanada    | Calgary Hitmen (WHL)              |
| 2007 | 21    | Riley Nash           | Centr        | Kanada    | Salmon Arm Silverbacks (BCHL)     |
| 2008 | 12    | Tyler Myers          | Obránce      | USA       | Kelowna Rockets (WHL)             |
| 2008 | 22    | Jordan Eberle        | Pravé křídlo | Kanada    | Regina Pats (WHL)                 |
| 2009 | 10    | Magnus Pääjärvi      | Levé křídlo  | Švédsko   | Timrå IK (Elitserien)             |
| 2010 | 1*    | Taylor Hall          | Levé křídlo  | Kanada    | Windsor Spitfires (OHL)           |
| 2011 | 1*    | Ryan Nugent-Hopkins  | Centr        | Kanada    | Red Deer Rebels (WHL)             |
| 2011 | 19    | Oscar Klefbom        | Obránce      | Švédsko   | Färjestads BK (Elitserien)        |
| 2012 | 1*    | Nail Jakupov         | Pravé křídlo | Rusko     | Sarnia Sting (OHL)                |
| 2013 | 7     | Darnell Nurse        | Obránce      | Kanada    | Sault Ste. Marie Greyhounds (OHL) |
| 2014 | 3     | Leon Draisaitl       | Centr        | Německo   | Prince Albert Raiders (WHL)       |
| 2015 | 1     | Connor McDavid       | Centr        | Kanada    | Erie Otters (OHL)                 |
| 2016 | 4     | Jesse Puljujärvi     | Pravé křídlo | Finsko    | Kärpät Oulu (Liiga)               |

### Celkový výběr

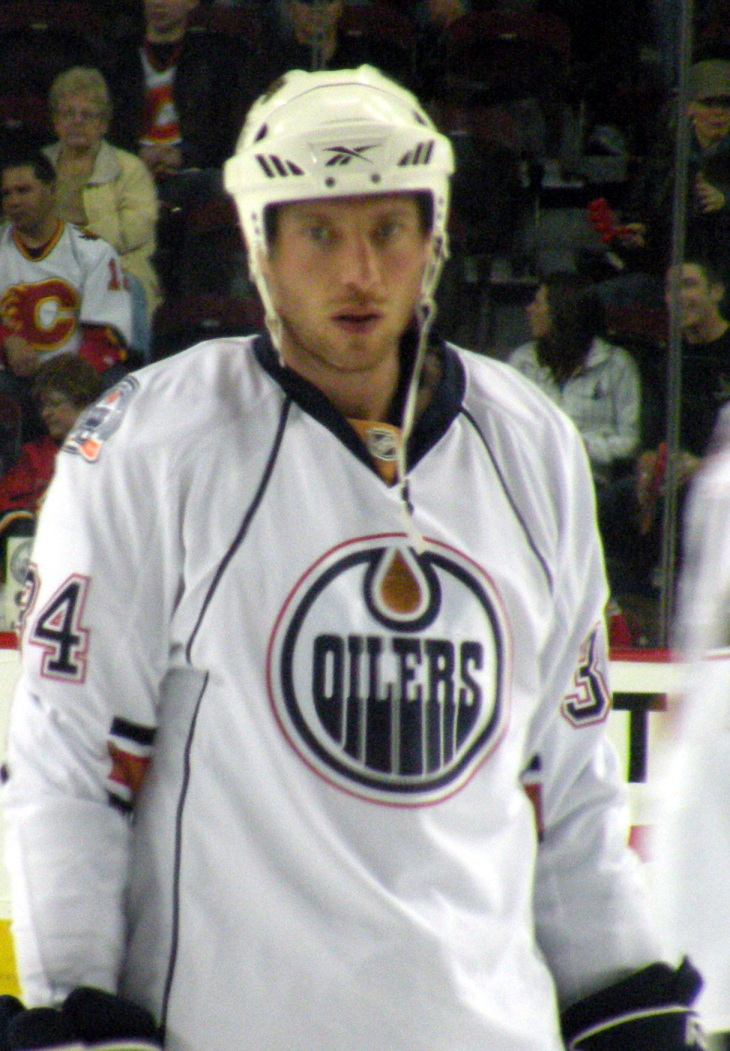
Fernando Pisani byl draftován ze 195. místa v roce 1996

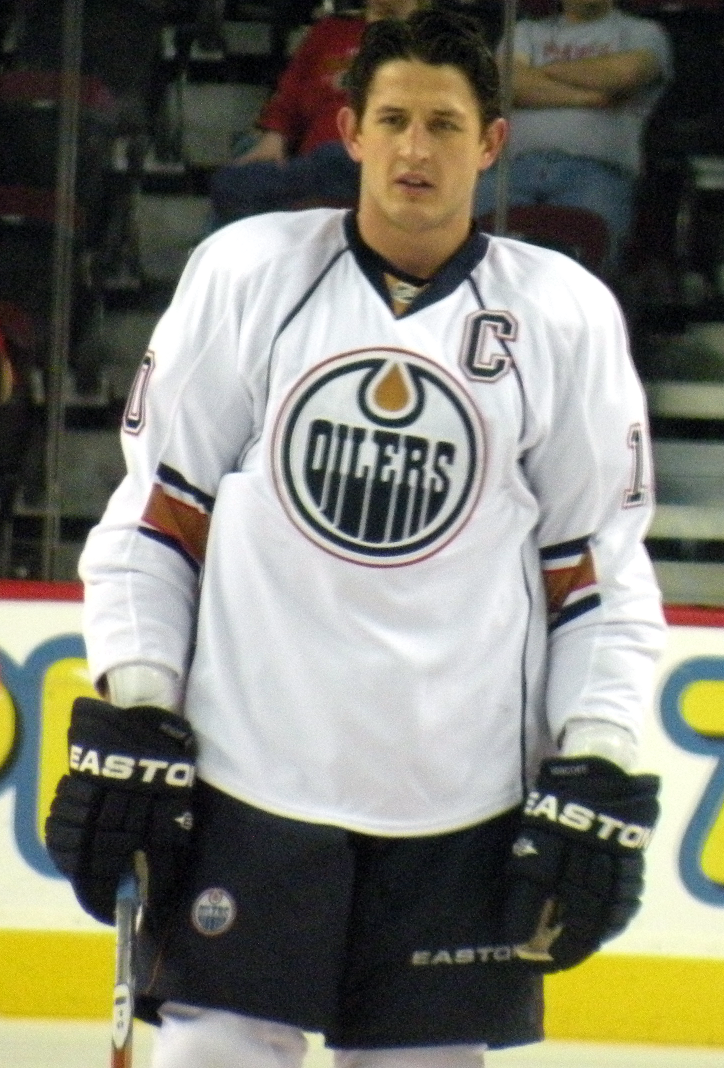
Shawn Horcoff byl draftován z 99 místa v roce 1998

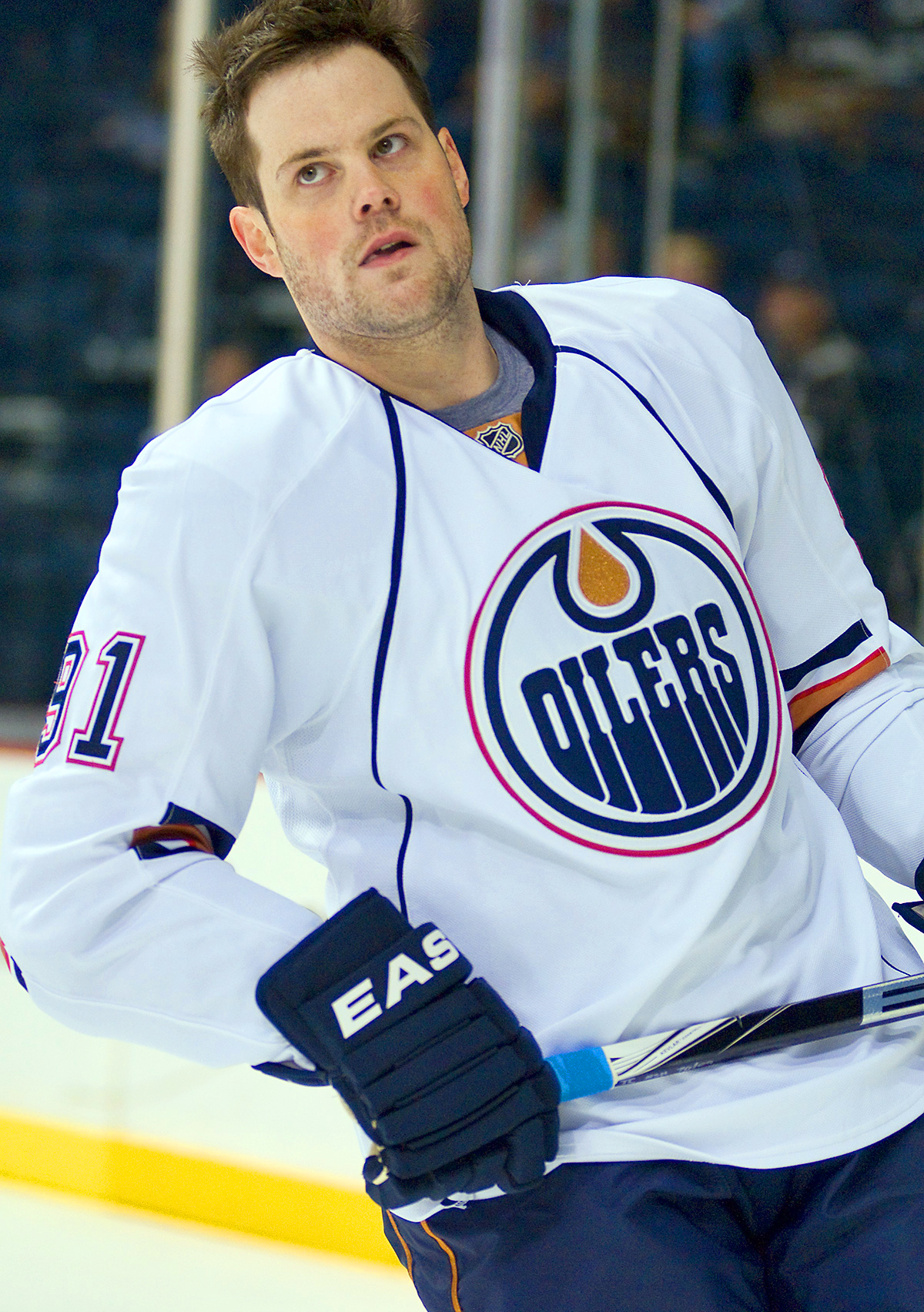
Mike Comrie byl draftován z 91. místa v roce 1999

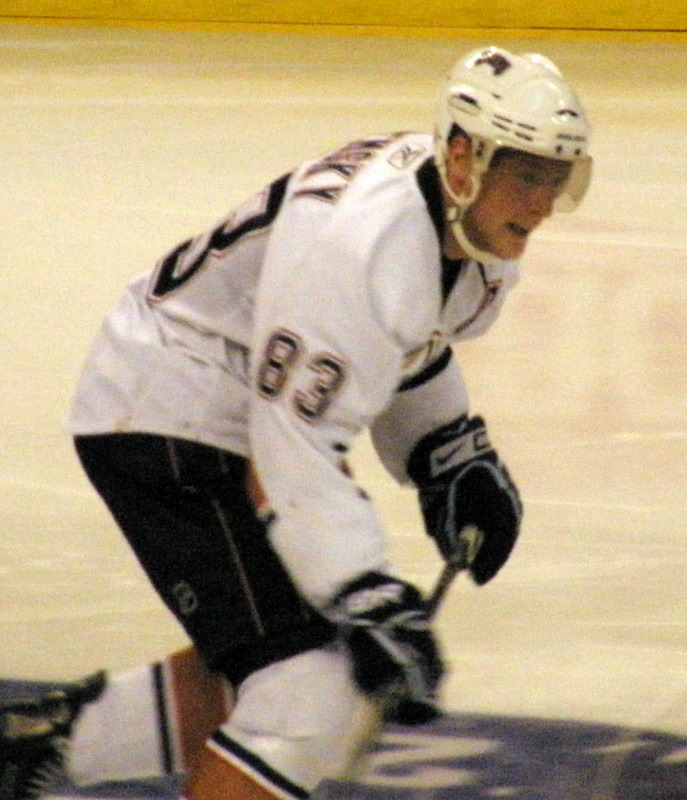
Aleš Hemský byl draftován ze 13. místa v roce 2001

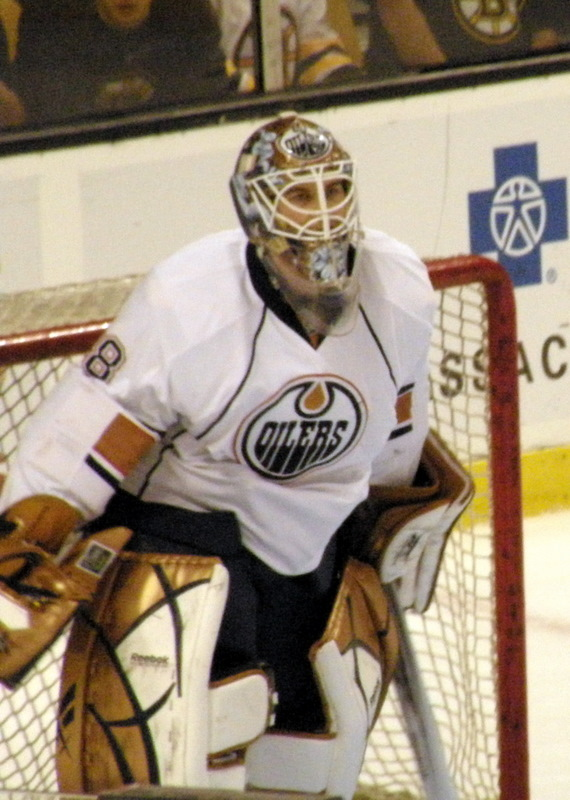
Jeff Drouin-Deslauriers byl draftován ze 31. místa v roce 2002

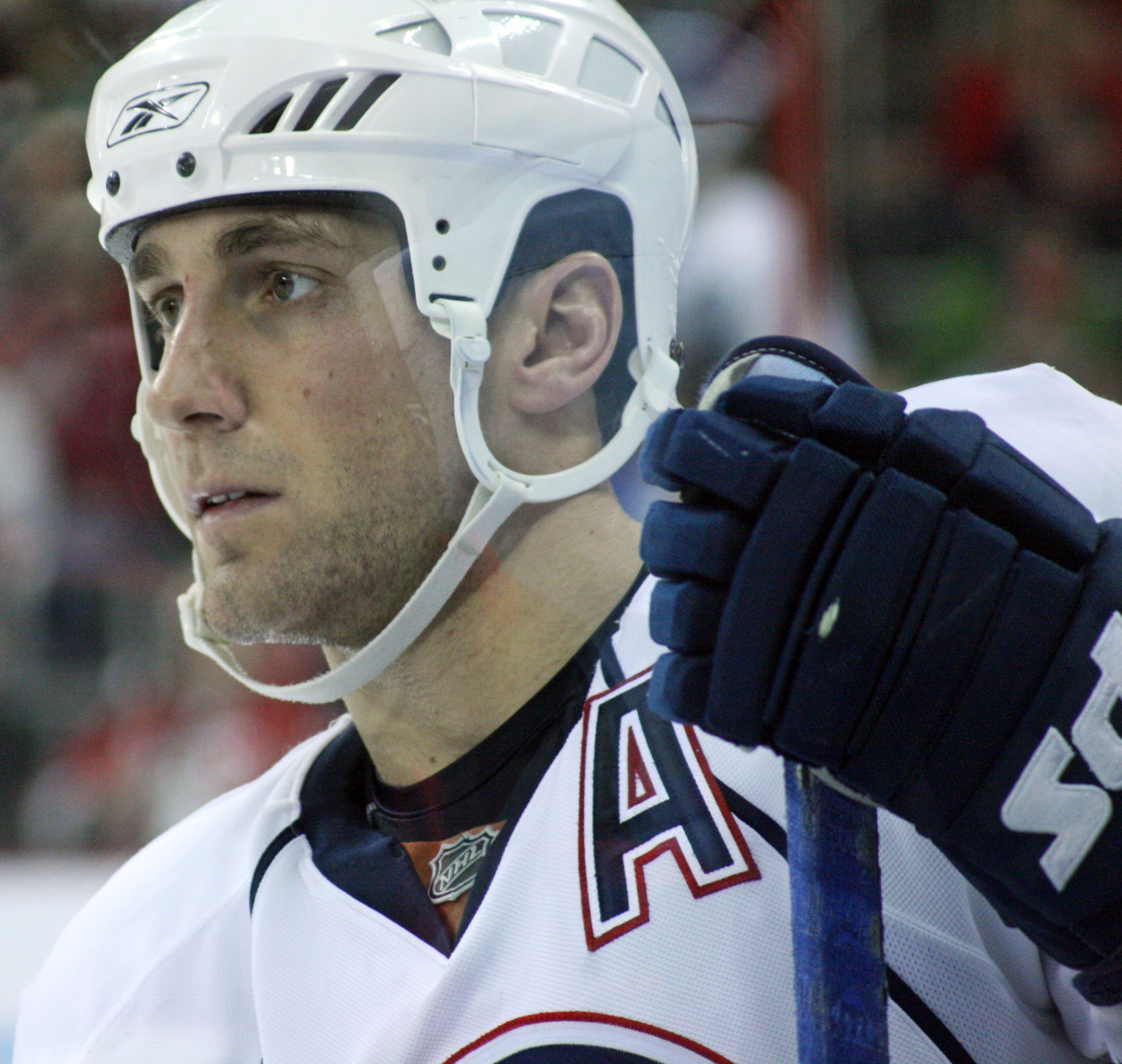
Jarret Stoll byl draftován ze 36. místa v roce 2002

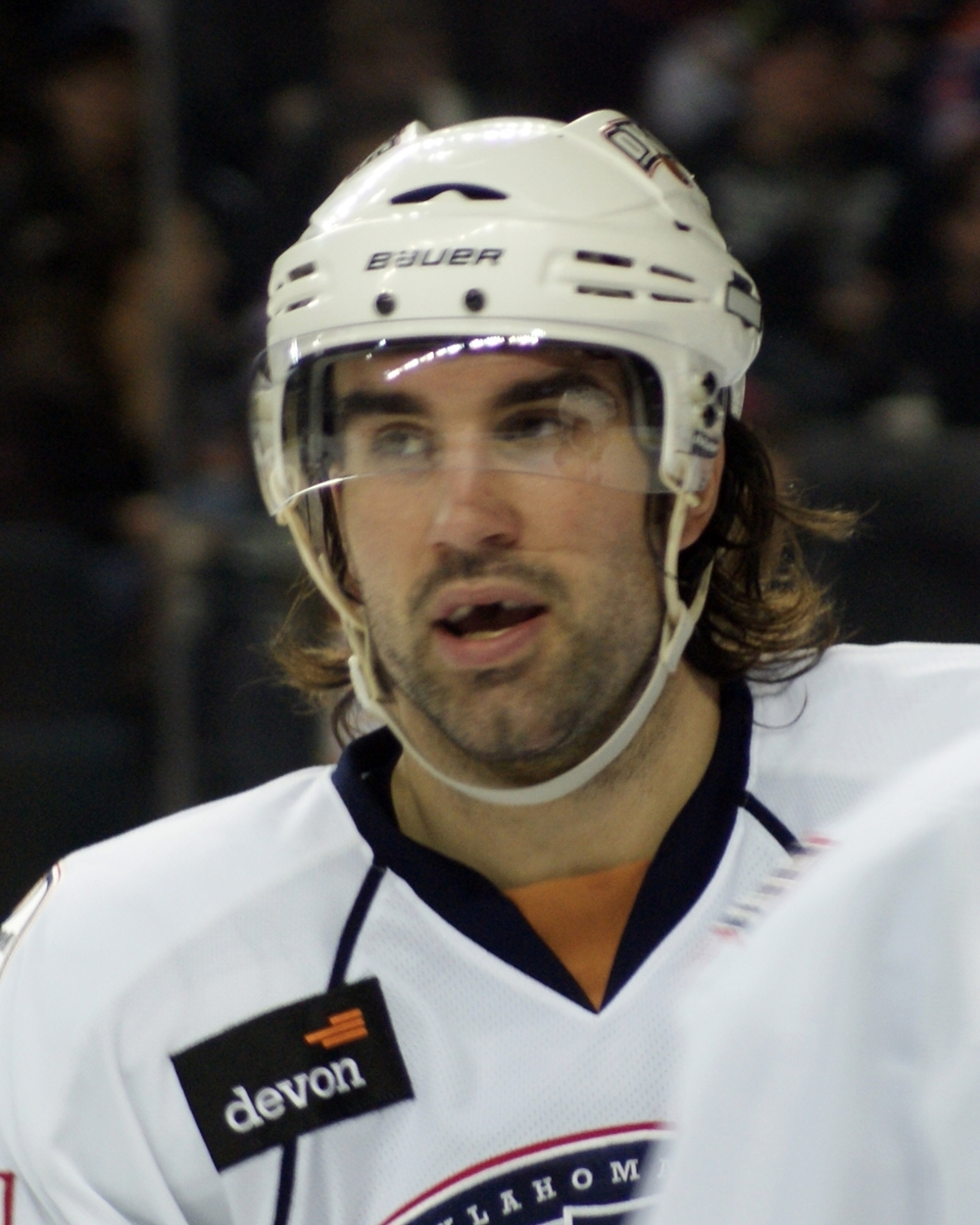
Zack Stortini byl draftován z 94 místa v roce 2003

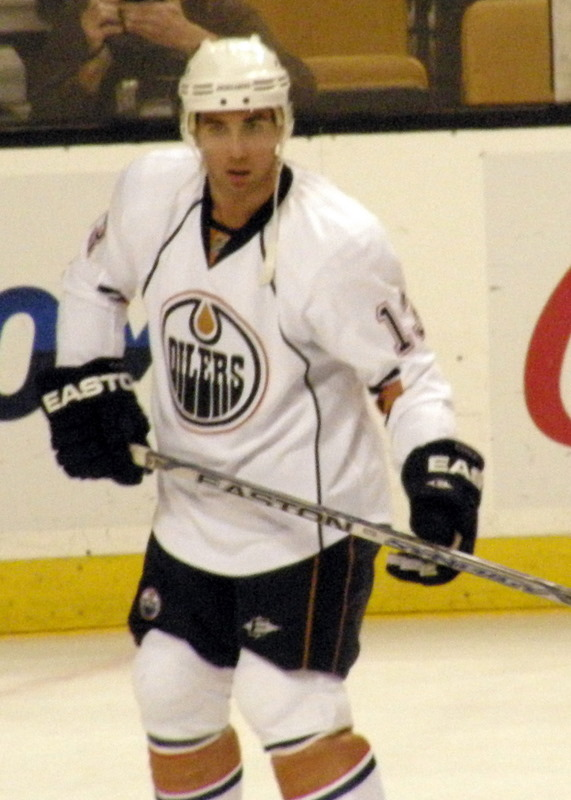
Andrew Cogliano byl draftován z 25. místa v roce 2005

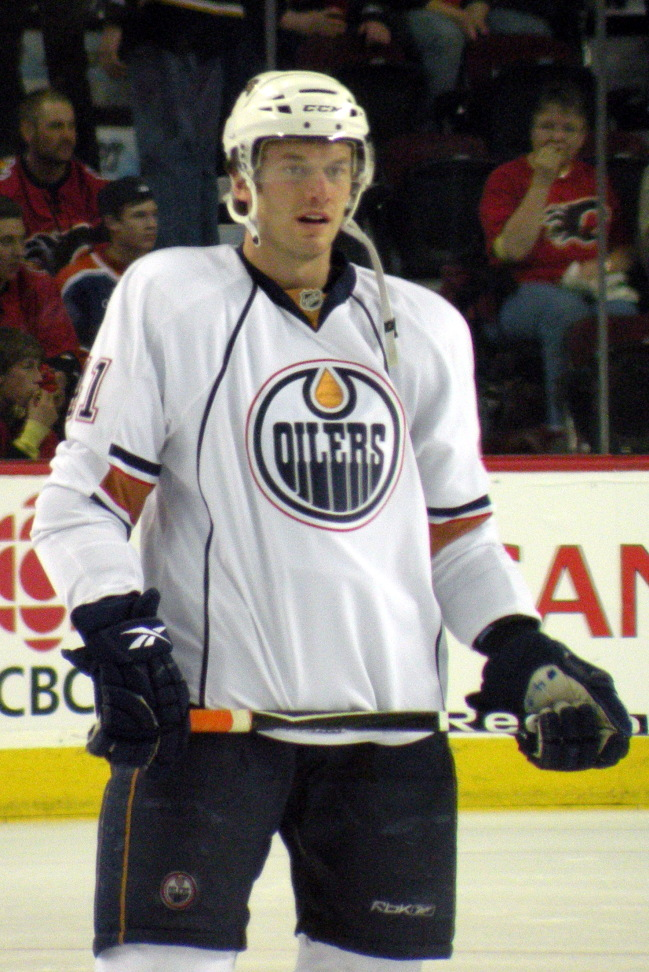
Taylor Chorney byl draftován 36. místa v roce 2005

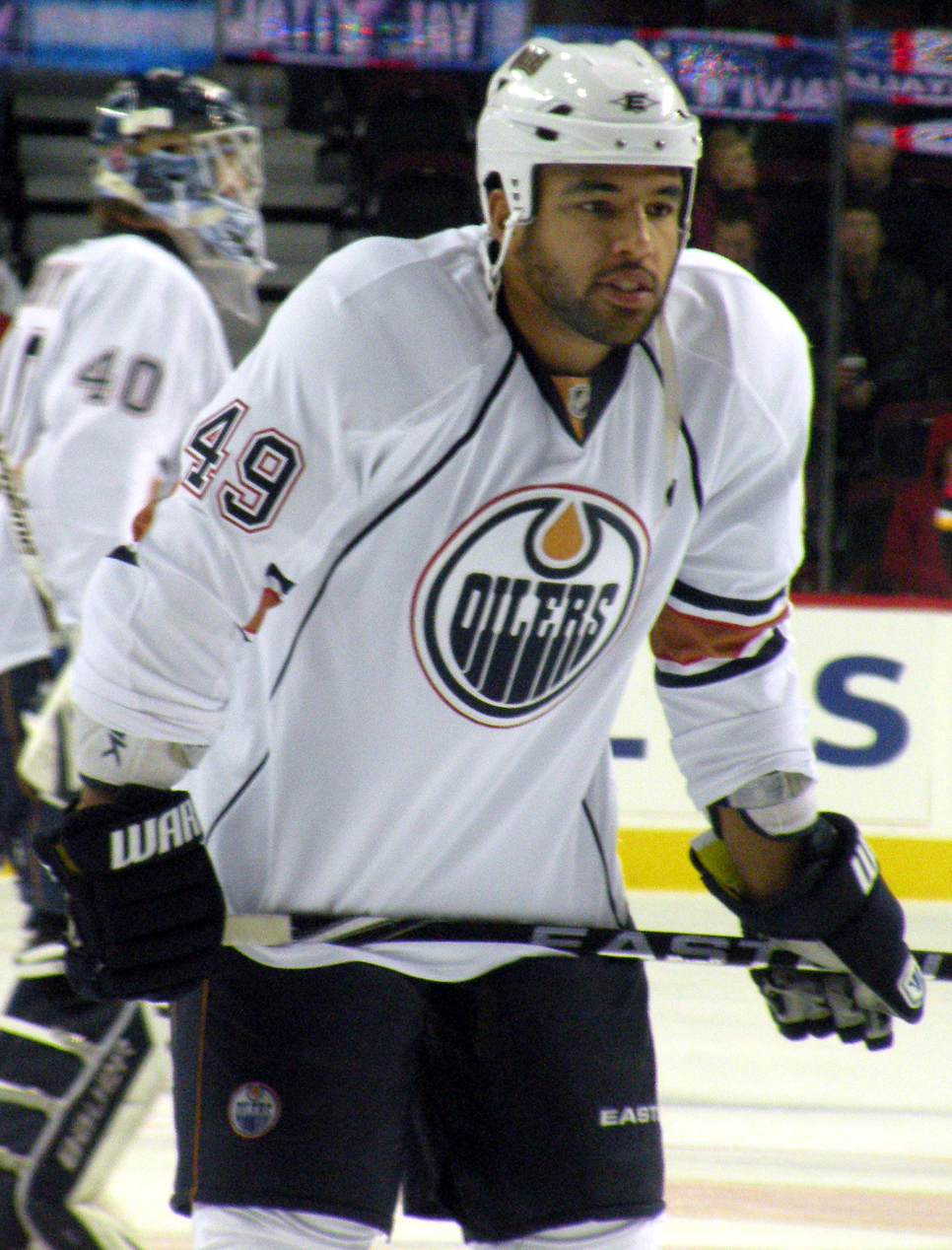
Theo Peckham byl draftován ze 75. místa v roce 2006

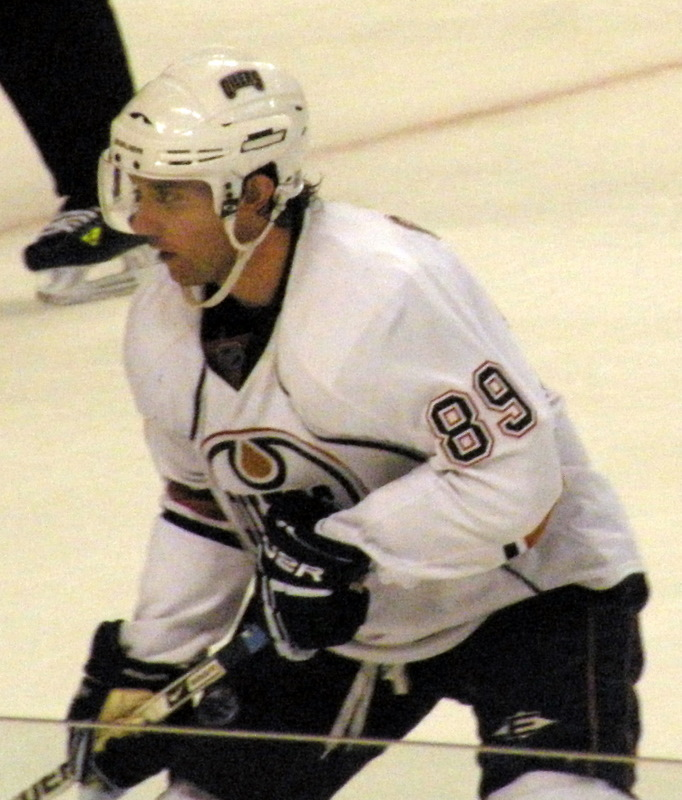
Sam Gagner byl draftován ze 6. místa v roce 2007

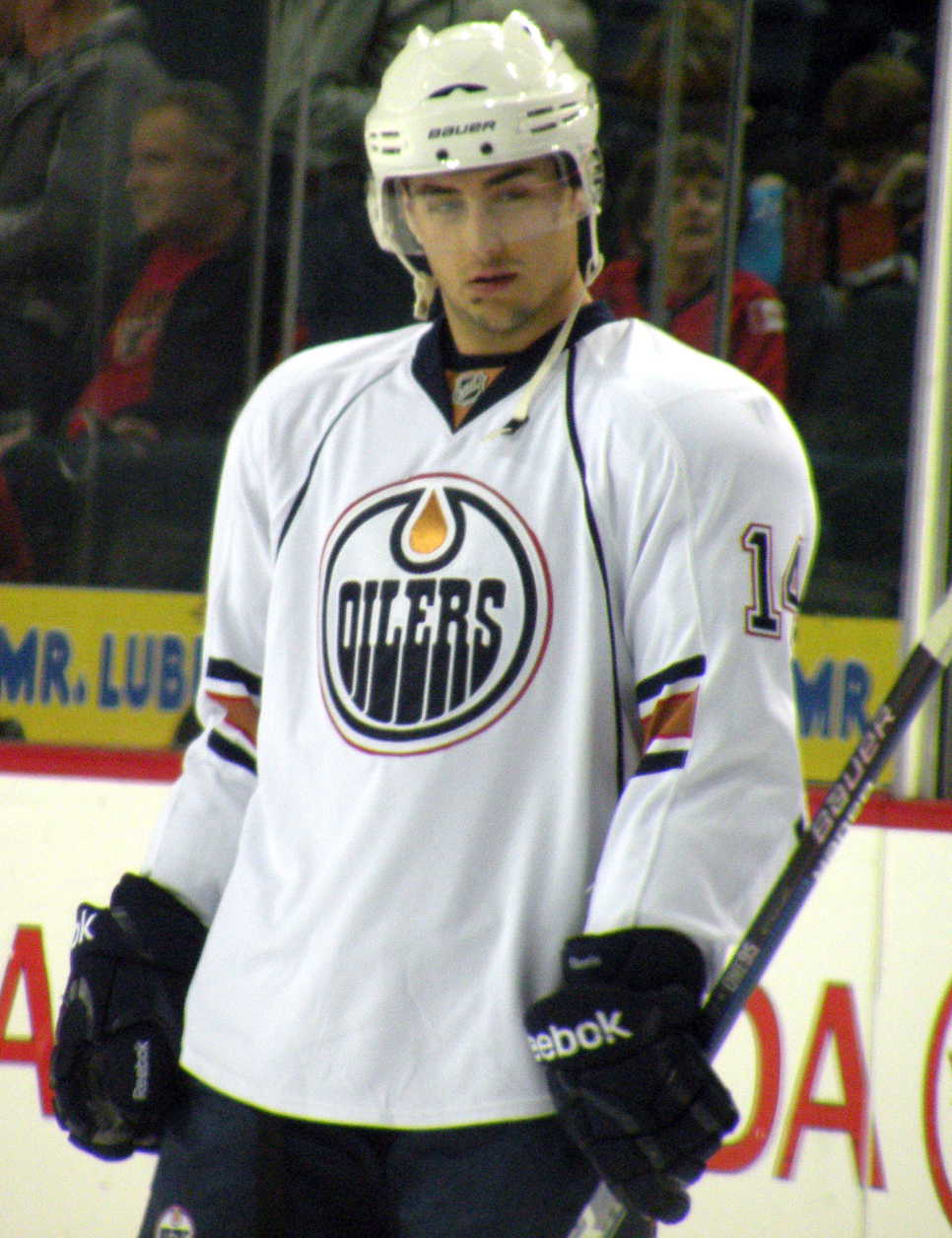
Jordan Eberle byl draftován z 22. místa v roce 2008

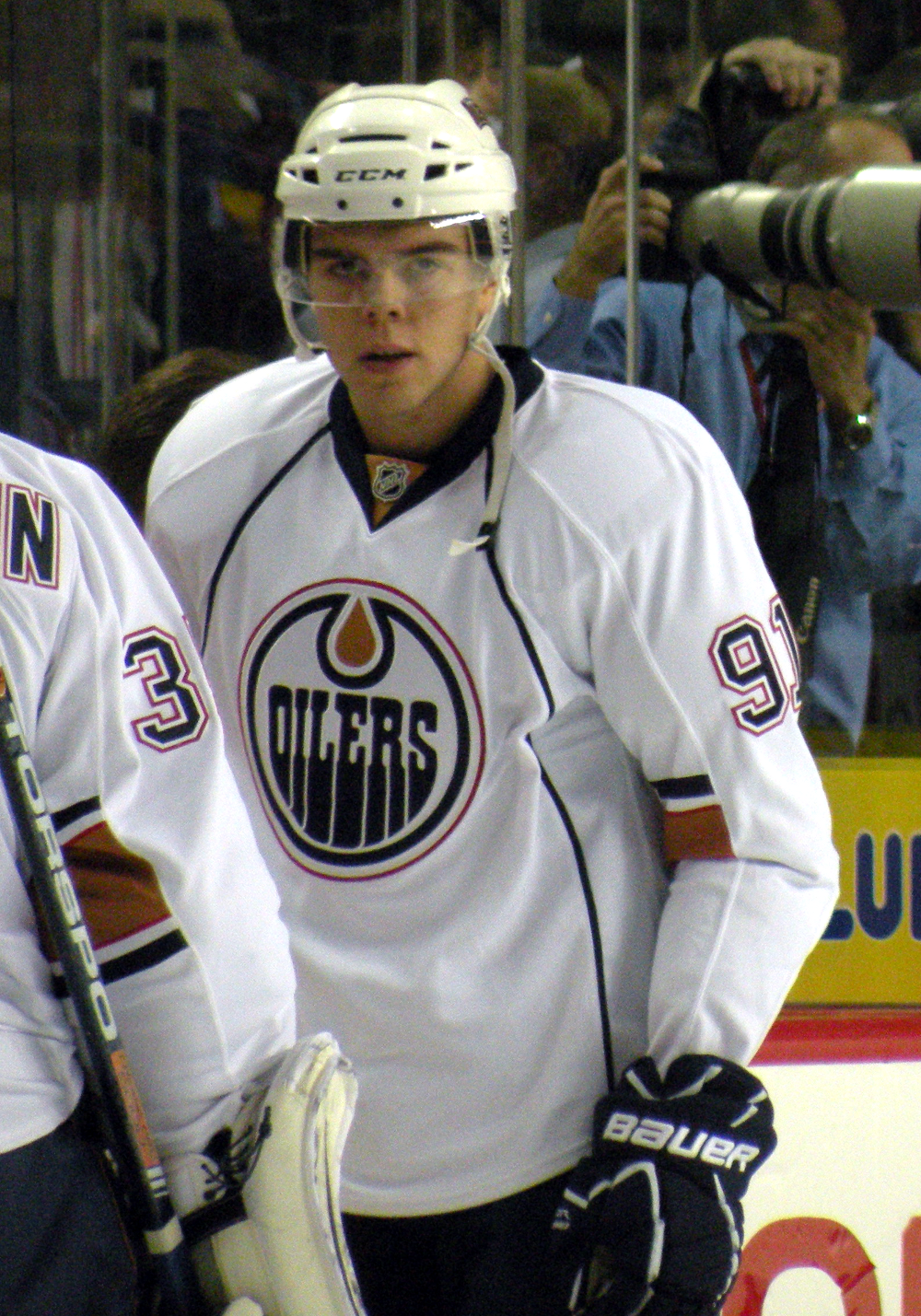
Magnus Pääjärvi-Svensson byl draftován ze 10. místa v roce 2009

|  | Hráči kteří hráli nejméně jeden zápas v NHL |
|  | Hráči kteří si zahráli v NHL All-Star Game  |

#### WHA
| Rok  | Kolo | Místo | Hráč              | Pozice              |
| ---- | ---- | ----- | ----------------- | ------------------- |
| 1973 | 1    | 6     | John Rogers       | Pravé křídlo        |
| 1973 | 2    | 20    | Jim McCrimmon     | Obránce             |
| 1973 | 3    | 30    | Blair MacDonald   | Pravé křídlo        |
| 1973 | 3    | 32    | Dave Lewis        | Obránce             |
| 1973 | 4    | 39    | Bill Laing        | Centr               |
| 1973 | 4    | 45    | Jim Moxey         | Utočník             |
| 1973 | 5    | 58    | Ken Houston       | Obránce             |
| 1973 | 6    | 65    | Dave Pay          | Levé křídlo         |
| 1973 | 6    | 71    | Yvon Bouillon     | Utočník             |
| 1973 | 7    | 84    | Dwayne Pentland   | Obránce             |
| 1974 | 1    | 8     | Gary Soetaert     | Obránce             |
| 1974 | 2    | 23    | Glen Burdon       | Obránce             |
| 1974 | 3    | 37    | Clark Gillies     | Utočník             |
| 1974 | 4    | 48    | Mike Rogers       | Centr               |
| 1974 | 5    | 67    | Paul Holmgren     | Utočník             |
| 1974 | 6    | 82    | Kevin Treacy      | Pravé křídlo        |
| 1974 | 7    | 96    | Dave Langevin     | Obránce             |
| 1974 | 8    | 111   | Bernard Noreau    | Utočník             |
| 1974 | 9    | 126   | Tom Sundberg      | Utočník             |
| 1974 | 10   | 141   | Cam Botting       | Pravé křídlo        |
| 1974 | 11   | 156   | Marty Mathews     | Levé křídlo         |
| 1974 | 12   | 169   | Willie Friesen    | Levé křídlo         |
| 1975 | 1    | 6     | Barry Dean        | Levé křídlo         |
| 1975 | 2    | 21    | Peter Morris      | Levé křídlo         |
| 1975 | 3    | 36    | Barry Smith       | Centr               |
| 1975 | 4    | 51    | Stu Younger       | Levé křídlo         |
| 1975 | 5    | 66    | Jim Ofrim         | Centr               |
| 1975 | 6    | 79    | Bob Sunderland    | Obránce             |
| 1975 | 7    | 93    | Dave Bell         | Centr               |
| 1975 | 8    | 105   | Sid Veysey        | Centr               |
| 1975 | 9    | 117   | Bob Russell       | Centr               |
| 1975 | 10   | 130   | Jean Thibodeau    | Centr               |
| 1975 | 11   | 143   | Brian Petrovek    | Brankář             |
| 1975 | 12   | 154   | Jim Montgomery    | Centr               |
| 1975 | 13   | 164   | Terry Angel       | Pravé křídlo        |
| 1975 | 14   | 171   | Rick Shinske      | Centr               |
| 1976 | 1    | 1     | Blair Chapman     | Pravé křídlo        |
| 1976 | 1    | 6     | Bernie Federko    | Centr               |
| 1976 | 3    | 28    | Harold Phillipoff | Levé a pravé křídlo |
| 1976 | 3    | 30    | Drew Callander    | Centr               |
| 1976 | 3    | 36    | Brian Sutter      | Levé křídlo         |
| 1976 | 4    | 48    | Yvon Vautour      | Utočník             |
| 1976 | 5    | 60    | Tim Williams      | Obránce             |
| 1976 | 6    | 72    | Gord Blumenschein | Centr               |
| 1976 | 7    | 84    | John Tavella      | Levé křídlo         |
| 1976 | 8    | 95    | Al Dumba          | Pravé křídlo        |
| 1976 | 9    | 106   | Jim Bedard        | Brankář             |
| 1977 | 1    | 4     | Mike Crombeen     | Utočník             |
| 1977 | 3    | 24    | Kim Davis         | Centr               |
| 1977 | 4    | 33    | Neil LaBatte      | Obránce             |
| 1977 | 4    | 34    | Dan Clark         | Obránce             |
| 1977 | 5    | 42    | Rocky Saganiuk    | Pravé křídlo        |
| 1977 | 6    | 51    | Julian Baretta    | Brankář             |
| 1977 | 7    | 60    | Dave Hoyda        | Levé křídlo         |
| 1977 | 8    | 69    | Ray Creasy        | Centr               |
| 1977 | 9    | 77    | Guy Lash          | Pravé křídlo        |
| 1977 | 10   | 85    | Owen Lloyd        | Obránce             |

#### NHL
| Rok  | Kolo | Místo | Hráč                     | Pozice       |
| ---- | ---- | ----- | ------------------------ | ------------ |
| 1979 | 1    | 21    | Kevin Lowe               | Obránce      |
| 1979 | 3    | 48    | Mark Messier             | Centr        |
| 1979 | 4    | 69    | Glenn Anderson           | Utočník      |
| 1979 | 4    | 84    | Max Kostovich            | Levé křídlo  |
| 1979 | 5    | 105   | Mike Toal                | Levé křídlo  |
| 1979 | 6    | 126   | Blair Barnes             | Pravé křídlo |
| 1980 | 1    | 6     | Paul Coffey              | Obránce      |
| 1980 | 3    | 48    | Shawn Babcock            | Pravé křídlo |
| 1980 | 4    | 69    | Jari Kurri               | Pravé křídlo |
| 1980 | 5    | 90    | Walt Poddubny            | Pravé křídlo |
| 1980 | 6    | 111   | Mike Winther             | Centr        |
| 1980 | 7    | 132   | Andy Moog                | Brankář      |
| 1980 | 8    | 153   | Rob Polman-Tuin          | Brankář      |
| 1980 | 9    | 174   | Lars-Gunnar Pettersson   | Utočník      |
| 1981 | 1    | 8     | Grant Fuhr               | Brankář      |
| 1981 | 2    | 29    | Todd Strueby             | Centr        |
| 1981 | 4    | 71    | Paul Houck               | Pravé křídlo |
| 1981 | 5    | 92    | Phil Drouillard          | Levé křídlo  |
| 1981 | 6    | 111   | Steve Smith              | Obránce      |
| 1981 | 6    | 113   | Marc Habscheid           | Centr        |
| 1981 | 8    | 155   | Mike Sturgeon            | Obránce      |
| 1981 | 9    | 176   | Miloslav Hořava          | Obránce      |
| 1981 | 10   | 197   | Gord Sherven             | Utočník      |
| 1982 | 1    | 20    | Jim Playfair             | Obránce      |
| 1982 | 2    | 41    | Steve Graves             | Levé křídlo  |
| 1982 | 3    | 62    | Brent Loney              | Levé křídlo  |
| 1982 | 4    | 83    | Jaroslav Pouzar          | Utočník      |
| 1982 | 5    | 104   | Dwayne Boettger          | Obránce      |
| 1982 | 6    | 125   | Raimo Summanen           | Utočník      |
| 1982 | 7    | 146   | Brian Small              | Pravé křídlo |
| 1982 | 8    | 167   | Dean Clark               | Levé křídlo  |
| 1982 | 9    | 188   | Ian Wood                 | Brankář      |
| 1982 | 10   | 209   | Grant Dion               | Obránce      |
| 1982 | 11   | 230   | Chris Smith              | Brankář      |
| 1982 | 12   | 251   | Jeff Crawford            | Pravé křídlo |
| 1983 | 1    | 19    | Jeff Beukeboom           | Obránce      |
| 1983 | 2    | 40    | Mike Golden              | Utočník      |
| 1983 | 3    | 60    | Mike Flanagan            | Obránce      |
| 1983 | 4    | 80    | Esa Tikkanen             | Levé křídlo  |
| 1983 | 6    | 120   | Don Barber               | Levé křídlo  |
| 1983 | 7    | 140   | Dale Derkatch            | Centr        |
| 1983 | 8    | 160   | Ralph Vos                | Levé křídlo  |
| 1983 | 9    | 180   | Dave Roach               | Brankář      |
| 1983 | 10   | 200   | Warren Yadlowski         | Centr        |
| 1983 | 11   | 220   | John Miner               | Obránce      |
| 1983 | 12   | 240   | Steve Woodburn           | Obránce      |
| 1984 | 1    | 21    | Selmar Odelein           | Obránce      |
| 1984 | 2    | 42    | Daryl Reaugh             | Brankář      |
| 1984 | 3    | 63    | Todd Norman              | Obránce      |
| 1984 | 4    | 84    | Richard Novak            | Pravé křídlo |
| 1984 | 5    | 105   | Rick Lambert             | Levé křídlo  |
| 1984 | 6    | 106   | Emmanuel Viveiros        | Obránce      |
| 1984 | 6    | 126   | Ivan Dornič              | Levé křídlo  |
| 1984 | 7    | 147   | Heikki Riihijarvi        | Obránce      |
| 1984 | 8    | 168   | Todd Ewen                | Pravé křídlo |
| 1984 | 10   | 209   | Joel Curtis              | Levé křídlo  |
| 1984 | 11   | 229   | Simon Wheeldon           | Centr        |
| 1984 | 12   | 250   | Darren Gani              | Obránce      |
| 1985 | 1    | 20    | Scott Metcalfe           | Centr        |
| 1985 | 2    | 41    | Todd Carnelley           | Obránce      |
| 1985 | 3    | 62    | Mike Ware                | Pravé křídlo |
| 1985 | 5    | 104   | Tomáš Kapusta            | Centr        |
| 1985 | 6    | 125   | Brian Tessier            | Brankář      |
| 1985 | 7    | 146   | Shawn Tyers              | Pravé křídlo |
| 1985 | 8    | 167   | Tony Fairfield           | Utočník      |
| 1985 | 9    | 188   | Kelly Buchberger         | Pravé křídlo |
| 1985 | 10   | 209   | Mario Barbe              | Obránce      |
| 1985 | 11   | 230   | Peter Headon             | Utočník      |
| 1985 | 12   | 251   | John Haley               | Brankář      |
| 1986 | 1    | 21    | Kim Issel                | Pravé křídlo |
| 1986 | 2    | 42    | Jamie Nicolls            | Pravé křídlo |
| 1986 | 3    | 63    | Ron Shudra               | Obránce      |
| 1986 | 4    | 84    | Dan Currie               | Levé křídlo  |
| 1986 | 5    | 105   | David Haas               | Levé křídlo  |
| 1986 | 6    | 126   | Jim Ennis                | Obránce      |
| 1986 | 7    | 147   | Ivan Matulík             | Pravé křídlo |
| 1986 | 8    | 168   | Nick Beaulieu            | Levé křídlo  |
| 1986 | 9    | 189   | Mike Greenlay            | Brankář      |
| 1986 | 10   | 210   | Matt Lanza               | Obránce      |
| 1986 | 11   | 231   | Mojmír Božík             | Obránce      |
| 1986 | 12   | 252   | Tony Hand                | Utočník      |
| 1987 | 1    | 21    | Peter Soberlak           | Levé křídlo  |
| 1987 | 2    | 42    | Brad Werenka             | Obránce      |
| 1987 | 3    | 63    | Geoff Smith              | Obránce      |
| 1987 | 4    | 64    | Peter Eriksson           | Levé křídlo  |
| 1987 | 5    | 105   | Shaun Van Allen          | Centr        |
| 1987 | 6    | 126   | Radek Ťoupal             | Utočník      |
| 1987 | 7    | 147   | Tomáš Sršeň              | Levé křídlo  |
| 1987 | 8    | 168   | Åge Ellingsen            | Utočník      |
| 1987 | 9    | 189   | Gavin Armstrong          | Brankář      |
| 1987 | 10   | 210   | Mike Tinkham             | Centr        |
| 1987 | 11   | 231   | Jeff Pauletti            | Utočník      |
| 1987 | 12   | 241   | Jesper Duus              | Obránce      |
| 1987 | 12   | 252   | Igor Vjazmikin           | Levé křídlo  |
| 1988 | 1    | 19    | Francois Leroux          | Obránce      |
| 1988 | 2    | 39    | Petro Koivunen           | Pravé křídlo |
| 1988 | 3    | 53    | Trevor Sim               | Centr        |
| 1988 | 3    | 61    | Collin Bauer             | Obránce      |
| 1988 | 5    | 103   | Don Martin               | Obránce      |
| 1988 | 6    | 124   | Len Barrie               | Centr        |
| 1988 | 7    | 145   | Mike Glover              | Pravé křídlo |
| 1988 | 8    | 166   | Shjon Podein             | Levé křídlo  |
| 1988 | 9    | 187   | Tom Cole                 | Brankář      |
| 1988 | 10   | 208   | Vladimír Zubkov          | Obránce      |
| 1988 | 11   | 229   | Darin MacDonald          | Utočník      |
| 1988 | 12   | 250   | Tim Tisdale              | Centr        |
| 1989 | 1    | 15    | Jason Soules             | Obránce      |
| 1989 | 2    | 36    | Richard Borgo            | Pravé křídlo |
| 1989 | 4    | 78    | Josef Beránek            | Centr        |
| 1989 | 5    | 92    | Peter White              | Centr        |
| 1989 | 6    | 120   | Anatolij Semenov         | Centr        |
| 1989 | 7    | 140   | Davis Payne              | Pravé křídlo |
| 1989 | 7    | 141   | Sergej Jašin             | Levé křídlo  |
| 1989 | 8    | 162   | Darcy Martini            | Obránce      |
| 1989 | 11   | 225   | Roman Božek              | Utočník      |
| 1990 | 1    | 17    | Scott Allison            | Centr        |
| 1990 | 2    | 38    | Alexander Legault        | Obránce      |
| 1990 | 3    | 59    | Joe Crowley              | Levé křídlo  |
| 1990 | 4    | 67    | Joel Blain               | Levé křídlo  |
| 1990 | 5    | 101   | Greg Louder              | Brankář      |
| 1990 | 6    | 122   | Keijo Sailynoja          | Pravé křídlo |
| 1990 | 7    | 143   | Mike Power               | Brankář      |
| 1990 | 8    | 164   | Roman Mejzlik            | Pravé křídlo |
| 1990 | 9    | 185   | Richard Žemlička         | Levé křídlo  |
| 1990 | 10   | 206   | Petr Kořínek             | Centr        |
| 1990 | 12   | 248   | Sami Nuutinen            | Obránce      |
| 1991 | 1    | 12    | Tyler Wright             | Centr        |
| 1991 | 1    | 20    | Martin Ručinský          | Levé křídlo  |
| 1991 | 2    | 34    | Andrew Verner            | Brankář      |
| 1991 | 3    | 56    | George Breen             | Pravé křídlo |
| 1991 | 4    | 78    | Mario Nobili             | Levé křídlo  |
| 1991 | 5    | 93    | Ryan Haggerty            | Levé křídlo  |
| 1991 | 7    | 144   | David Oliver             | Pravé křídlo |
| 1991 | 8    | 166   | Gary Kitching            | Centr        |
| 1991 | 10   | 210   | Vegar Barlie             | Utočník      |
| 1991 | 11   | 232   | Jevgenij Bělošejkin      | Brankář      |
| 1991 | 12   | 254   | Juha Riihijarvi          | Pravé křídlo |
| 1992 | 1    | 13    | Joe Hulbig               | Levé křídlo  |
| 1992 | 2    | 37    | Martin Reichel           | Utočník      |
| 1992 | 3    | 61    | Simon Roy                | Obránce      |
| 1992 | 3    | 65    | Kirk Maltby              | Levé křídlo  |
| 1992 | 4    | 96    | Ralph Intranuovo         | Levé křídlo  |
| 1992 | 5    | 109   | Joaquin Gage             | Brankář      |
| 1992 | 7    | 157   | Steve Gibson             | Levé křídlo  |
| 1992 | 8    | 181   | Kyuin Shim               | Levé křídlo  |
| 1992 | 8    | 190   | Colin Schmidt            | Centr        |
| 1992 | 9    | 205   | Marko Tuomainen          | Pravé křídlo |
| 1992 | 11   | 253   | Brian Rasmussen          | Pravé křídlo |
| 1993 | 1    | 7     | Jason Arnott             | Centr        |
| 1993 | 1    | 16    | Nick Stajduhar           | Obránce      |
| 1993 | 2    | 33    | David Výborný            | Pravé křídlo |
| 1993 | 3    | 59    | Kevin Paden              | Levé křídlo  |
| 1993 | 3    | 60    | Alexandr Kerč            | Levé křídlo  |
| 1993 | 5    | 111   | Miroslav Šatan           | Levé křídlo  |
| 1993 | 7    | 163   | Alex Zhurik              | Obránce      |
| 1993 | 8    | 189   | Martin Bakula            | Obránce      |
| 1993 | 9    | 215   | Brad Norton              | Obránce      |
| 1993 | 10   | 241   | Oleg Maltsev             | Levé křídlo  |
| 1993 | 11   | 267   | Ilja Bjakin              | Obránce      |
| 1994 | 1    | 4     | Jason Bonsignore         | Centr        |
| 1994 | 1    | 6     | Ryan Smyth               | Levé křídlo  |
| 1994 | 2    | 32    | Mike Watt                | Levé křídlo  |
| 1994 | 3    | 53    | Corey Neilson            | Obránce      |
| 1994 | 3    | 60    | Brad Symes               | Obránce      |
| 1994 | 4    | 79    | Adam Copeland            | Pravé křídlo |
| 1994 | 4    | 95    | Jussi Tarvainen          | Pravé křídlo |
| 1994 | 5    | 110   | Jon Gaskins              | Levé křídlo  |
| 1994 | 6    | 136   | Terry Marchant           | Centr        |
| 1994 | 7    | 160   | Curtis Sheptak           | Obránce      |
| 1994 | 7    | 162   | Dimitrius Sulba          | Pravé křídlo |
| 1994 | 7    | 179   | Chris Wickenheiser       | Brankář      |
| 1994 | 8    | 185   | Rob Guinn                | Obránce      |
| 1994 | 8    | 188   | Jason Reid               | Obránce      |
| 1994 | 9    | 214   | Jeremy Jablonski         | Brankář      |
| 1994 | 11   | 266   | Ladislav Benýšek         | Obránce      |
| 1995 | 1    | 6     | Steve Kelly              | Levé křídlo  |
| 1995 | 2    | 31    | Georges Laraque          | Levé křídlo  |
| 1995 | 3    | 57    | Lukáš Zíb                | Obránce      |
| 1995 | 4    | 83    | Mike Minard              | Brankář      |
| 1995 | 5    | 109   | Jan Snopek               | Obránce      |
| 1995 | 7    | 161   | Martin Červen            | Centr        |
| 1995 | 8    | 187   | Stephen Douglas          | Obránce      |
| 1995 | 9    | 213   | Jiří Antonin             | Obránce      |
| 1996 | 1    | 6     | Boyd Devereaux           | Centr        |
| 1996 | 1    | 19    | Matthieu Descoteaux      | Obránce      |
| 1996 | 2    | 32    | Chris Hajt               | Obránce      |
| 1996 | 3    | 59    | Tom Poti                 | Obránce      |
| 1996 | 5    | 114   | Brian Urick              | Pravé křídlo |
| 1996 | 6    | 141   | Bryan Randall            | Pravé křídlo |
| 1996 | 7    | 168   | David Bernier            | Pravé křídlo |
| 1996 | 7    | 170   | Brandon Lafrance         | Pravé křídlo |
| 1996 | 8    | 195   | Fernando Pisani          | Pravé křídlo |
| 1996 | 9    | 221   | John Hultberg            | Brankář      |
| 1997 | 1    | 14    | Michel Riesen            | Pravé křídlo |
| 1997 | 2    | 41    | Patrick Dovigi           | Brankář      |
| 1997 | 3    | 68    | Sergej Jerkovič          | Obránce      |
| 1997 | 4    | 94    | Jonas Elofsson           | Obránce      |
| 1997 | 5    | 121   | Jason Chimera            | Levé křídlo  |
| 1997 | 6    | 141   | Peter Sarno              | Centr        |
| 1997 | 7    | 176   | Kevin Bolibruck          | Obránce      |
| 1997 | 7    | 187   | Chad Hinz                | Centr        |
| 1997 | 8    | 205   | Chris Kerr               | Obránce      |
| 1997 | 9    | 231   | Alexandr Fomitčev        | Brankář      |
| 1998 | 1    | 13    | Michael Henrich          | Pravé křídlo |
| 1998 | 3    | 67    | Alex Henry               | bránce       |
| 1998 | 4    | 99    | Shawn Horcoff            | Centr        |
| 1998 | 4    | 113   | Kristian Antila          | Brankář      |
| 1998 | 5    | 128   | Paul Elliott             | Obránce      |
| 1998 | 5    | 144   | Oleg Smirnov             | Levé křídlo  |
| 1998 | 6    | 159   | Trevor Ettinger          | Obránce      |
| 1998 | 7    | 186   | Mike Morrison            | Brankář      |
| 1998 | 8    | 213   | Christian Lefebvre       | Obránce      |
| 1998 | 9    | 241   | Maxim Spiridonov         | Pravé křídlo |
| 1999 | 1    | 13    | Jani Rita                | Levé křídlo  |
| 1999 | 2    | 36    | Alexej Semenov           | Obránce      |
| 1999 | 2    | 41    | Tony Salmelainen         | Levé křídlo  |
| 1999 | 3    | 81    | Adam Hauser              | Obránce      |
| 1999 | 3    | 91    | Mike Comrie              | Centr        |
| 1999 | 5    | 139   | Jonathan Fauteux         | Obránce      |
| 1999 | 6    | 171   | Chris Legg               | Utočník      |
| 1999 | 7    | 199   | Christian Chartier       | Obránce      |
| 1999 | 9    | 256   | Tomas Groschl            | Levé křídlo  |
| 2000 | 1    | 17    | Alexej Michnov           | Levé křídlo  |
| 2000 | 2    | 35    | Brad Winchester          | Levé křídlo  |
| 2000 | 3    | 83    | Alexandr Ljubimov        | Obránce      |
| 2000 | 4    | 113   | Lou Dickenson            | Centr        |
| 2000 | 5    | 152   | Paul Flache              | Obránce      |
| 2000 | 6    | 184   | Shaun Norrie             | Pravé křídlo |
| 2000 | 7    | 211   | Joe Cullen               | Centr        |
| 2000 | 7    | 215   | Matthew Lombardi         | Centr        |
| 2000 | 8    | 247   | Jason Platt              | Obránce      |
| 2000 | 9    | 274   | Jvgenij Muratov          | Utočník      |
| 2001 | 1    | 13    | Aleš Hemský              | Pravé křídlo |
| 2001 | 2    | 43    | Doug Lynch               | Obránce      |
| 2001 | 2    | 52    | Ed Caron                 | Levé křídlo  |
| 2001 | 3    | 84    | Kenny Smith              | Obránce      |
| 2001 | 5    | 133   | Jussi Markkanen          | Brankář      |
| 2001 | 5    | 154   | Jake Brenk               | Utočník      |
| 2001 | 6    | 185   | Mikael Svensk            | Obránce      |
| 2001 | 7    | 215   | Dan Baum                 | Levé křídlo  |
| 2001 | 8    | 248   | Kari Haakana             | Obránce      |
| 2001 | 9    | 272   | Aleš Píša                | Obránce      |
| 2001 | 9    | 278   | Shay Stephenson          | Levé křídlo  |
| 2002 | 1    | 15    | Jesse Niinimaki          | Centr        |
| 2002 | 2    | 31    | Jeff Deslauriers         | Brankář      |
| 2002 | 2    | 36    | Jarret Stoll             | Centr        |
| 2002 | 2    | 44    | Matt Greene              | Obránce      |
| 2002 | 3    | 79    | Brock Radunske           | Levé křídlo  |
| 2002 | 4    | 106   | Ivan Kolcov              | Obránce      |
| 2002 | 4    | 111   | Jonas Almtorp            | Centr        |
| 2002 | 4    | 123   | Robin Kovář              | Obránce      |
| 2002 | 5    | 148   | Glenn Fisher             | Brankář      |
| 2002 | 6    | 181   | Mikko Luoma              | Obránce      |
| 2002 | 7    | 205   | Jean-Francois Dufort     | Levé křídlo  |
| 2002 | 7    | 211   | Patrick Murphy           | Levé křídlo  |
| 2002 | 8    | 244   | Dwight Helminen          | Centr        |
| 2002 | 8    | 245   | Tomáš Micka              | Utočník      |
| 2002 | 9    | 274   | Fredrik Johansson        | Centr        |
| 2003 | 1    | 22    | Marc Pouliot             | Centr        |
| 2003 | 2    | 51    | Colin McDonald           | Pravé křídlo |
| 2003 | 2    | 68    | Jean-François Jacques    | Levé křídlo  |
| 2003 | 3    | 72    | Michail Žukov            | Centr        |
| 2003 | 3    | 94    | Zack Stortini            | Centr        |
| 2003 | 5    | 147   | Kalle Olsson             | Centr        |
| 2003 | 5    | 154   | David Rohlfs             | Obránce      |
| 2003 | 6    | 184   | Dragan Umicevic          | Pravé křídlo |
| 2003 | 7    | 214   | Kyle Brodziak            | Centr        |
| 2003 | 7    | 215   | Mathieu Roy              | Obránce      |
| 2003 | 8    | 248   | Josef Hrabal             | Obránce      |
| 2003 | 9    | 278   | Troy Bodie               | Levé křídlo  |
| 2004 | 1    | 14    | Devan Dubnyk             | Brankář      |
| 2004 | 1    | 25    | Rob Schremp              | Centr        |
| 2004 | 2    | 44    | Roman Teslijuk           | Obránce      |
| 2004 | 2    | 57    | Geoff Paukovich          | Levé křídlo  |
| 2004 | 4    | 112   | Liam Reddox              | Levé křídlo  |
| 2004 | 5    | 146   | Bryan Young              | Obránce      |
| 2004 | 6    | 177   | Max Gordichuk            | Obránce      |
| 2004 | 7    | 208   | Stéphane Goulet          | Pravé křídlo |
| 2004 | 8    | 242   | Tyler Spurgeon           | Centr        |
| 2004 | 9    | 274   | Björn Bjurling           | Brankář      |
| 2005 | 1    | 25    | Andrew Cogliano          | Centr        |
| 2005 | 2    | 36    | Taylor Chorney           | Obránce      |
| 2005 | 3    | 81    | Danny Syvret             | Obránce      |
| 2005 | 3    | 86    | Robby Dee                | Centr        |
| 2005 | 4    | 97    | Chris VandeVelde         | Centr        |
| 2005 | 4    | 120   | Vjačeslav Truchno        | Levé křídlo  |
| 2005 | 5    | 157   | Fredrik Pettersson       | Levé křídlo  |
| 2005 | 7    | 220   | Matthew Glasser          | Levé křídlo  |
| 2006 | 2    | 45    | Jeff Petry               | Obránce      |
| 2006 | 3    | 75    | Theo Peckham             | Obránce      |
| 2006 | 5    | 133   | Bryan Pitton             | Brankář      |
| 2006 | 5    | 140   | Cody Wild                | Obránce      |
| 2006 | 6    | 170   | Alexandr Bumagin         | Levé křídlo  |
| 2007 | 1    | 6     | Sam Gagner               | Centr        |
| 2007 | 1    | 15    | Alex Plante              | Obránce      |
| 2007 | 1    | 21    | Riley Nash               | Centr        |
| 2007 | 4    | 97    | Linus Omark              | Levé křídlo  |
| 2007 | 5    | 127   | Milan Kytnár             | Centr        |
| 2007 | 6    | 157   | William Quist            | Levé křídlo  |
| 2008 | 1    | 22    | Jordan Eberle            | Centr        |
| 2008 | 4    | 103   | Johan Motin              | Obránce      |
| 2008 | 5    | 133   | Philippe Cornet          | Levé křídlo  |
| 2008 | 6    | 163   | Teemu Hartikainen        | Centr        |
| 2008 | 7    | 193   | Jordan Bendfeld          | Obránce      |
| 2009 | 1    | 10    | Magnus Pääjärvi-Svensson | Levé křídlo  |
| 2009 | 2    | 40    | Anton Lander             | Centr        |
| 2009 | 3    | 71    | Troy Hesketh             | Obránce      |
| 2009 | 3    | 82    | Cameron Abney            | Pravé křídlo |
| 2009 | 4    | 99    | Kyle Bigos               | Obránce      |
| 2009 | 4    | 101   | Toni Rajala              | Pravé křídlo |
| 2009 | 5    | 133   | Olivier Roy              | Brankář      |
| 2010 | 1    | 1     | Taylor Hall              | Levé křídlo  |
| 2010 | 2    | 31    | Tyler Pitlick            | Centr        |
| 2010 | 2    | 46    | Martin Marincin          | Obránce      |
| 2010 | 2    | 48    | Curtis Hamilton          | Levé křídlo  |
| 2010 | 3    | 61    | Ryan Martindale          | Centr        |
| 2010 | 4    | 91    | Jeremie Blain            | Obránce      |
| 2010 | 5    | 121   | Tyler Bunz               | Brankář      |
| 2010 | 6    | 162   | Brandon Davidson         | Obránce      |
| 2010 | 6    | 166   | Drew Czerwonka           | Levé křídlo  |
| 2010 | 7    | 181   | Kristians Pelss          | Levé křídlo  |
| 2010 | 7    | 202   | Kellen Jones             | Centr        |
| 2011 | 1    | 1     | Ryan Nugent-Hopkins      | Centr        |
| 2011 | 1    | 19    | Oscar Klefbom            | Obránce      |
| 2011 | 2    | 31    | David Musil              | Obránce      |
| 2011 | 3    | 62    | Samu Perhonen            | Brankář      |
| 2011 | 3    | 74    | Travis Ewanyk            | Levé křídlo  |
| 2011 | 4    | 92    | Dillon Simpson           | Obránce      |
| 2011 | 4    | 114   | Tobias Rieder            | Centr        |
| 2011 | 5    | 122   | Martin Gernat            | Obránce      |
| 2011 | 7    | 182   | Frans Tuohimaa           | Brankář      |
| 2012 | 1    | 1     | Nail Jakupov             | Pravé křídlo |
| 2012 | 2    | 32    | Mitchell Moroz           | Levé křídlo  |
| 2012 | 3    | 63    | Jujhar Khaira            | Levé křídlo  |
| 2012 | 3    | 91    | Daniil Žarkov            | Levé křídlo  |
| 2012 | 4    | 93    | Erik Gustafsson          | Obránce      |
| 2012 | 5    | 123   | Joey LaLeggia            | Obránce      |
| 2012 | 6    | 153   | John McCarron            | Pravé křídlo |
| 2013 | 1    | 7     | Darnell Nurse            | Obránce      |
| 2013 | 2    | 56    | Marc-Olivier Roy         | Centr        |
| 2013 | 3    | 83    | Bogdan Jakimov           | Centr        |
| 2013 | 3    | 88    | Anton Slepyšev           | Levé křídlo  |
| 2013 | 4    | 94    | Jackson Houck            | Pravé křídlo |
| 2013 | 4    | 96    | Kyle Platzer             | Centr        |
| 2013 | 4    | 113   | Aidan Muir               | Levé křídlo  |
| 2013 | 5    | 128   | Evan Campbell            | Levé křídlo  |
| 2013 | 6    | 158   | Ben Betker               | Obránce      |
| 2013 | 7    | 188   | Gregory Chase            | Centr        |
| 2014 | 1    | 3     | Leon Draisaitl           | Centr        |
| 2014 | 4    | 91    | William Lagesson         | Obránce      |
| 2014 | 4    | 111   | Zachary Nagelwoort       | Brankář      |
| 2014 | 5    | 130   | Liam Coughlin            | Centr        |
| 2014 | 6    | 153   | Tyler Vesel              | Centr        |
| 2014 | 7    | 183   | Keven Bouchard           | Brankář      |
| 2015 | 1    | 1     | Connor McDavid           | Centr        |
| 2015 | 4    | 117   | Caleb Jones              | Obránce      |
| 2015 | 5    | 124   | Ethan Bear               | Obránce      |
| 2015 | 6    | 154   | John Marino              | Obránce      |
| 2015 | 7    | 208   | Miroslav Svoboda         | Brankář      |
| 2015 | 7    | 209   | Ziyat Paigin             | Obránce      |
| 2016 | 1    | 4     | Jesse Puljujärvi         | Pravé křídlo |
| 2016 | 2    | 32    | Tyler Benson             | Levé křídlo  |
| 2016 | 3    | 63    | Markus Niemelainen       | Obránce      |
| 2016 | 3    | 84    | Matthew Cairns           | Obránce      |
| 2016 | 3    | 91    | Filip Berglund           | Obránce      |
| 2016 | 5    | 123   | Dylan Wells              | Brankář      |
| 2016 | 5    | 149   | Graham McPhee            | Levé křídlo  |
| 2016 | 6    | 153   | Aapeli Rasanen           | Centr        |
| 2016 | 7    | 183   | Vincent Desharnais       | Obránce      |